# Współczynnik mocy
Współczynnik mocy, {\displaystyle \cos \varphi } – stosunek mocy czynnej do mocy pozornej, czyli stosunek mocy użytecznej do iloczynu napięcia i prądu.
Powszechnie dziś stosowane w elektrotechnice pojęcie współczynnika mocy {\displaystyle \cos \varphi } wprowadził pod koniec XIX wieku uczony polskiego pochodzenia Michał Doliwo-Dobrowolski pracujący wówczas w niemieckim koncernie AEG.
W obwodach zasilanych napięciem sinusoidalnie zmiennym, a powodujących powstawanie prądu o przebiegach okresowych niesinusoidalnych, rozpatruje się bardzo często dwie składowe współczynnika mocy:
- {\displaystyle \cos \varphi } – składową związaną z przesunięciem fazowym między pierwszą harmoniczną prądu i napięciem;
- {\displaystyle \gamma } – składowa związana z odkształceniem przebiegów prądu w stosunku do przebiegu napięcia.

Całkowity współczynnik mocy wynosi wtedy:
{\displaystyle \lambda =\gamma \cos \varphi .}
Moc czynną, bierną i pozorną można przedstawić graficznie w postaci trójkąta prostokątnego, zwanego trójkątem mocy. Z trójkąta tego wynika, że współczynnik mocy jest ilorazem mocy czynnej i pozornej:
{\displaystyle \lambda ={\frac {P}{S}}}
gdzie:
{\displaystyle P={\frac {1}{T}}\int _{0}^{T}V_{S}\,i_{S}\;dt} – moc czynna,
{\displaystyle S=U_{SK}^{RMS}\cdot I_{SK}^{RMS}} – moc pozorna (zespolona).
Przy sinusoidalnym napięciu zasilania:
{\displaystyle P={\frac {I_{1}^{RMS}}{I_{2}^{RMS}}}\cdot \cos \varphi }
{\displaystyle \cos \varphi ={\frac {P}{S}}.}
Odbiorniki prądu przemiennego pobierają ze źródła moc pozorną {\displaystyle S,} a oddają na zewnątrz moc czynną {\displaystyle P} w postaci energii cieplnej lub mechanicznej (wykonanej pracy).